# Stenhelia palustris
Stenhelia palustris är en kräftdjursart som först beskrevs av Brady 1868.  Stenhelia palustris ingår i släktet Stenhelia och familjen Diosaccidae.

## Underarter
Arten delas in i följande underarter:
- S. p. bispinosa
- S. p. palustris